# Волосов, Давид Самуилович
Дави́д Самуи́лович Во́лосов (1910—1980) — советский учёный, специалист в области теории, расчёта и конструирования оптико-фотографических систем. Доктор технических наук, профессор, лауреат Сталинской и Ленинской премий. Заслуженный деятель науки и техники РСФСР.

## Биография
Родился 4 ноября 1910 года в Невеле (ныне Псковская область). В 1932 году окончил физико-математический факультет ЛПИ им. А. И. Герцена.
С 1934 года и до конца жизни работал в Государственном оптическом институте им. С. И. Вавилова (ГОИ). Ученик А. И. Тудоровского. Прошёл путь от аспиранта до начальника лаборатории и с 1962 — начальника комплексного научного отдела по теории, методам исследований и разработке фотографических систем.
В середине 1930-х разработал теорию и метод расчёта сложных оптических анастигматических систем с переменным фокусным расстоянием, в частности фото- и кинообъективов с переменным фокусным расстоянием. Эти материалы стали основой кандидатской диссертации Д. С. Волосова, защищённой в 1937 году.
В годы Великой Отечественной войны работал в Йошкар-Оле, куда был эвакуирован ГОИ. Основным направлением работ было создание длиннофокусных и светосильных объективов для аэросъёмки и телеобъективов для наземной фотосъёмки через линию фронта удалённых объектов в условиях пониженной освещённости и в сумерках. В 1941—1942 разработал теорию и методику расчёта двухкомпонентных линзовых ортоскопических длиннофокусных анастигматов, на основе которых в 1943 году были изготовлены телеобъективы «Телемар» и «Телегоир» с фокусными расстояниями до 1000 мм и форматом изображения 30х30 см. Рассчитал особо длиннофокусные зеркально-линзовые объективы по схеме Д. Д. Максутова с фокусными расстояниями 1,5 и 3 м, отличавшиеся малыми массой и габаритами. Модифицированные объективы этого типа «МТО», «ЗМ» позднее нашли применение в любительской фотографии («МТО-500» и «МТО-1000», «ЗМ-5А», «Рубинар» и др.), в астрономии и астрофотографии.
В 1943 году изобрёл простую двухкомпонентную схему телеобъективов «Таир» с фокусными расстояниями 300 и 600 мм, также нашедшими самое различное применение в фотографии (прибор «Фотоснайпер» с объективом и фотоаппаратом на ружейном ложе), в киносъёмке и телевидении (В дальнейшем от 75 мм до 1000 мм и от ƒ/2,2 до ƒ/8,0).
Помимо работ в области объективостроения предложил теневой метод контроля внутренней поверхности цилиндрических каналов (пушечных стволов).
В период 1943—1946 годов Д. С. Волосовым с сотрудниками была продолжена начатая ещё в 1930-х работа над созданием светосильных широкоугольных объективов-анастигматов для аэрофотосъёмки. В результате было разработано большое семейство объективов марки «Уран» с фокусными расстояниями от 12 до 750 мм и светосилой от 1:2 до 1:3,5. Работы были удостоены в 1946 году Сталинской премии.

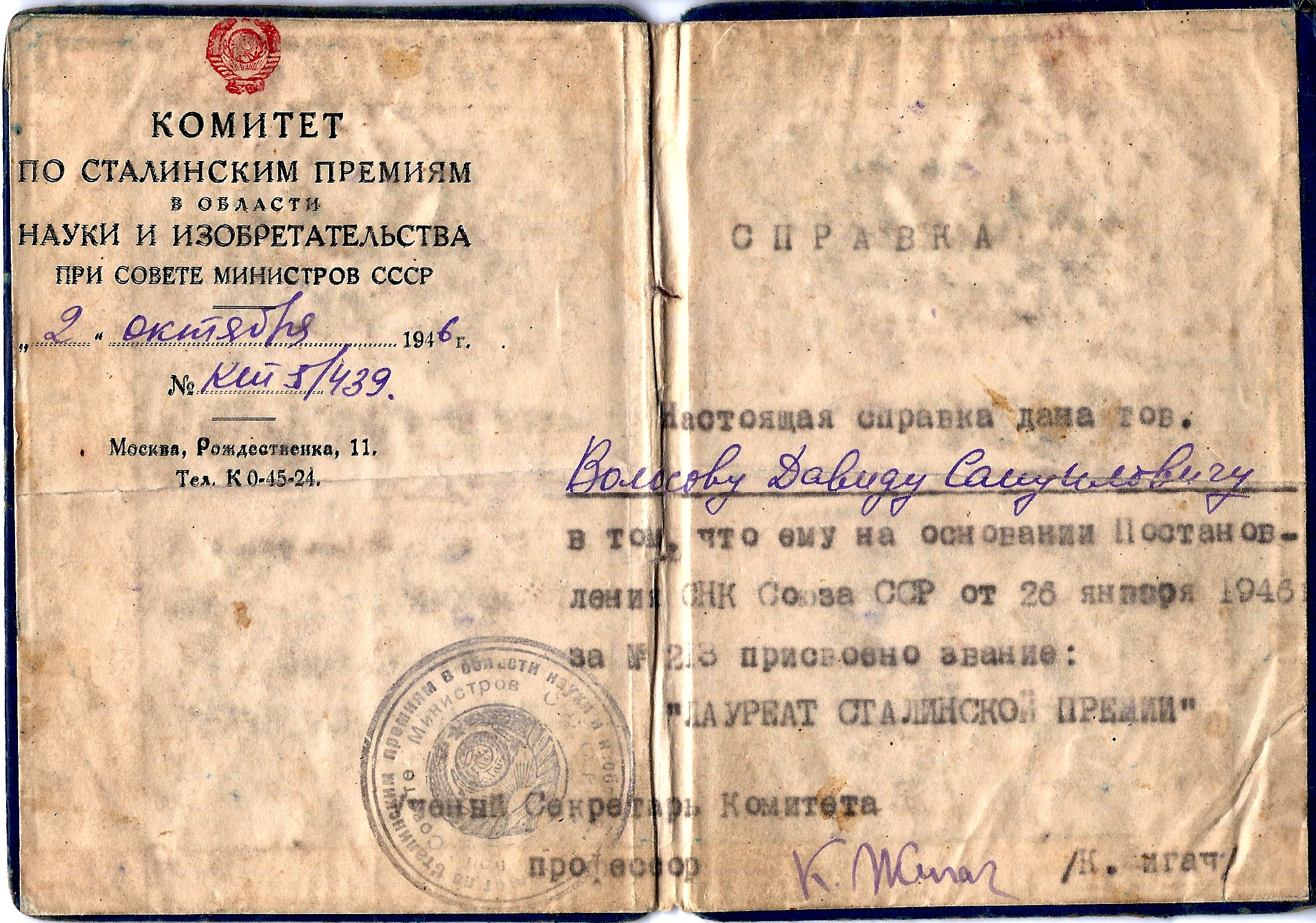
Справка о присвоении Д. С. Волосову звания Лауреата Сталинской премии

Исследования и разработки в области создания сложных фотографических систем обобщил в докторской диссертации (1947). 7 апреля 1948 года выступил с докладом о методах исправления аберраций оптических систем с поверхностями вращения любой формы на вторых Чтениях имени акад. Д. С. Рождественского.
Всё более широкое использование оптики в самых различных условиях окружающей среды привело к необходимости создания объективов, сохраняющих высокое качество изображения при значительном изменении температуры и давления, в частности, при аэросъёмке с разных высот. В 1950—1960 годах в ГОИ под руководством В. С. Волосова были выполнены исследования и разработан ряд температурно-нерасстраивающихся телеобъективов и длиннофокусных широкоугольных анастигматов (телеобъективы «Ленинград» и «Телегоир», анастигматы «Родон», высокоортоскопические «Ортогон» и др.). Опубликовал ряд работ по основам теории термооптических аберраций.
Совместно с Ш. Я. Печатниковой опубликовал работы по теории и методам расчёта широкоугольных анаморфотных оптических систем для широкоэкранной кинематографии.
Помимо объективов для профессиональных целей были созданы объективы для любительской фотосъёмки, группа которых, в том числе рассчитанных Д. С. Волосовым («Таир-3», «Таир-11», «Гелиос-40», «Мир-1»), получила высшую оценку GRAND PRIX на Всемирной выставке в Брюсселе в 1958 году.
Для ультрафиолетовой области спектра (230—410 нм) Д. С. Волосовым с сотрудниками разработаны светосильные линзовые («Уфар-1», «Уфар-4») и длиннофокусные зеркально-линзовые («Зуфар-1» и «Зуфар-2») объективы-анастигматы с линзами из флюорита и плавленного кварца, предназначенные для аппаратуры специального назначения (криминалистика, биология, медицина и др.), а позднее использовавшиеся для съёмки из космоса Луны, Марса и Венеры.
В 1960—1970 годах разрабатывал методы автоматизации расчётов оптических систем. Автор ряда алгоритмов и программ автоматической коррекции аберраций оптических систем согласно заданному качеству оптического изображения.

В конце 1950-х годов в ГОИ под руководством Д. С. Волосова как главного конструктора объективов и телескопов для систем наблюдения земной поверхности и планет развернулись работы по созданию оптической аппаратуры, предназначенной для вывода в ближний космос. 26 апреля 1962 года ИСЗ «Космос-4» вывел на околоземную орбиту фотоаппаратуру, оснащённую разработанными в ГОИ телеобъективом «Ленинград-9» и широкоугольным топографическим объективом «Орион-20». Результаты съёмки земной поверхности и облачного покрова позволили определить основные направления развития космического объективостроения — увеличение фокусного расстояния, светосилы и разрешающей способности, расширение рабочего спектрального диапазона, снижение массогабаритных параметров и повышение надёжности в условиях эксплуатации. Соответствующим образом Д. С. Волосовым была построена деятельность возглавляемого им отдела. Создание новых объективов носило комплексный характер и включало разработку автоматизированных методов расчёта на основе теории аберраций, применение новых оптических материалов, создание теории, методов и программ расчёта температурных полей и деформаций оптических деталей, поиск принципиально новых оптических схем. В 1960—1970 годы для фотографических космических аппаратов детального наблюдения были созданы четыре поколения линзовых длиннофокусных объективов с постепенным увеличением относительного отверстия, в том числе ахроматы «Фотон-5М», «Титан-3», термоустойчивые ахроматы «Телегоир-12М», «Мезон-2А», анастигматы-апохроматы «Апо-Марс-3А», «Актиний-4А» и др. Наибольшей разрешающей способностью — до 1 м на поверхности Земли — обладал разработанный в 1972 году объектив «Мезон-2А» (главный конструктор Д. С. Волосов, завод-изготовитель «ЛЗОС», диаметр входного отверстия 500 мм, фокусное расстояние 3000 мм, масса 455 кг). 

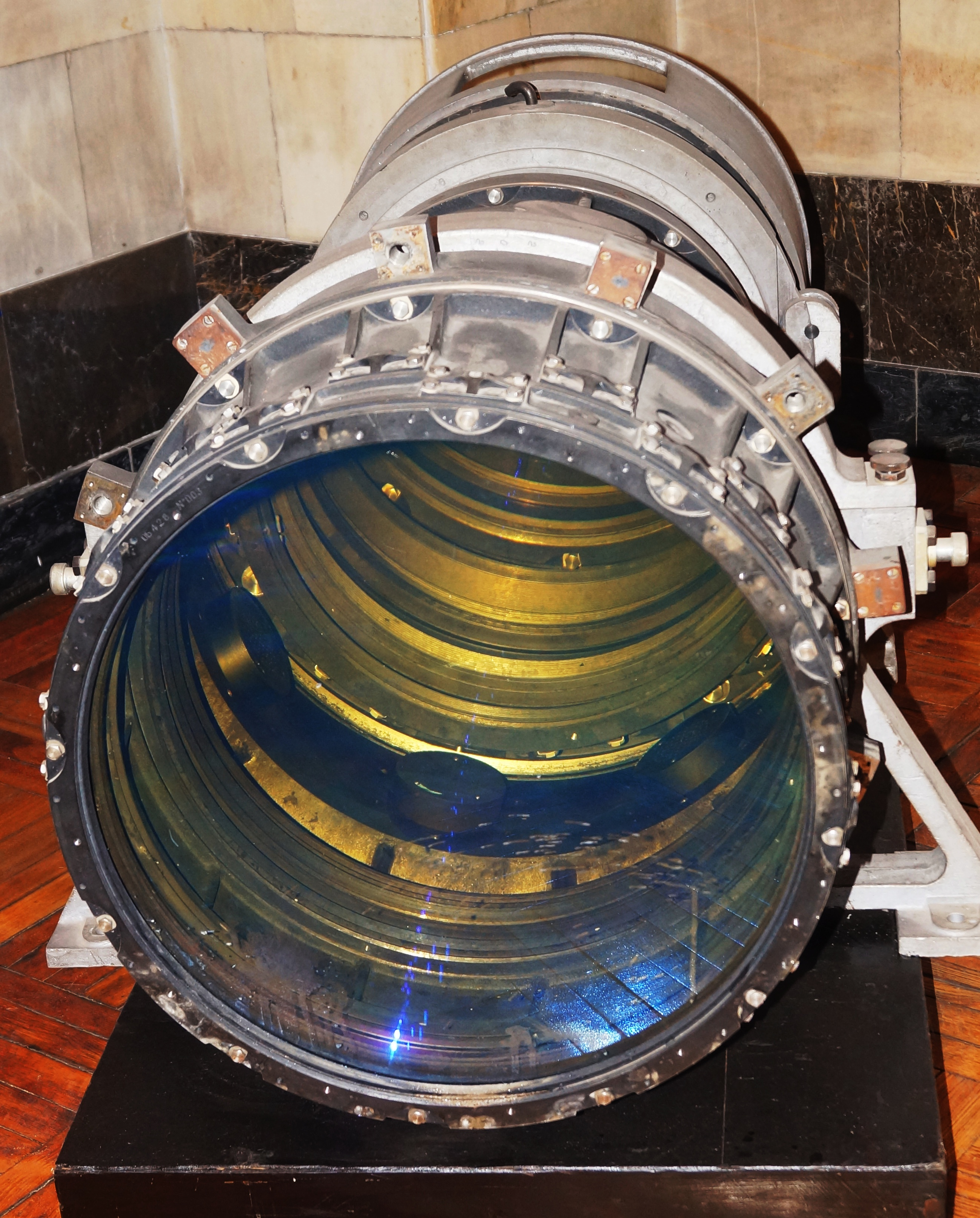
500 мм линзовый космический объектив «Мезон-2А»

Параллельно с работой над линзовой оптикой была начата разработка космического зеркально-линзового объектива-телескопа по схеме Ричи-Кретьена с двумя гиперболическими зеркалами и двухлинзовым компенсатором. Телескоп с диаметром главного зеркала 880 мм и фокусным расстоянием 6,4 м был создан в 1972 году по расчёту и конструкторской документации ГОИ и эксплуатировался на орбитальной станции «Салют-5» в 1976 году экипажами КА «Союз-21» и «Союз-22».
Сверхширокоугольный объектив «Зодиак-5» с угловым полем 220° использовался в системе ориентации на лунной поверхности космических аппаратов-планетоходов «Луноход».
Развитие линзовой оптики непосредственно связано с созданием новых оптических материалов. С этой целью Д. С. Волосовым были сформулированы требования к основным параметрам стёкол, используемым в крупногабаритных (диаметром до 700 мм) высокоразрешающих космических объективах (светопропусканию, оптической однородности, показателю преломления).
В 1965—1967 годах под руководством Д. С. Волосова и на основе разработанных им ранее оптических схем создан ряд объективов для отечественных телевизионных центров, в том числе телецентра «Останкино». Комплект включал 13 типов объективов с постоянными фокусными расстояниями — от короткофокусного «Мир-10-Т» до длиннофокусного «Таир-52-Т» и объективы с переменным фокусным расстоянием «Алькор-6» и «Вариогоир-Т-1».
Работу в ГОИ Д. С. Волосов совмещал с преподаванием в Ленинградском институте киноинженеров — с 1949 года профессор кафедры физики и прикладной оптики, в 1949—1976 годах заведующий кафедрой. Организовал и возглавлял отраслевую лабораторию по кинооптике. Член Национального комитета фотограмметристов СССР, редакционных коллегий журнала «Оптика и спектроскопия» и «Журнала научной и прикладной фотографии и кинематографии».
Автор или соавтор более 200 научных статей, учебного пособия для вузов, патентов и авторских свидетельств на изобретения в области фото- и кинооптических систем.
Скоропостижно скончался 27 ноября 1980 года. В последних прижизненных публикациях рассмотрел вопросы теории, состояние и перспективы развития объективостроения.

## Семья
Сын — Владимир Давидович Волосов, учёный-физик и художник, лауреат Государственной премии СССР.

## Сочинения
Волосов Д. С. Геометрическая оптика и расчет оптических систем // Оптика в военном деле. Сб. статей / Под ред. С. И. Вавилова и М. В. Севастьяновой. — Изд. 3-е, заново перер. и дополн. в 2 т.. — М.—Л.: Изд. АН СССР, 1945. — Т. 1. — С. 61-95. — 392 с. — 5000 экз.
Волосов Д. С. Методы расчёта сложных фотографических систем. М.-Л., 1948, 396 с.
Волосов Д. С. Методы расчёта сложных фотографических систем. «Огиз», 1948.
Волосов Д. С. Применение новых оптических стекол в фотографических и проекционных системах. Л., 1957, 26 с.
Волосов Д. С., Цивкин М. В. Теория и расчёт светооптических систем проекционных приборов. — М.: Искусство, 1960. — 534 с. — 10 000 экз.
Волосов Д. С. Фотографическая оптика // 50 лет Государственного оптического института им. С. И. Вавилова (1918—1968). Сб. статей / Под ред. М. М. Мирошникова. — Л.: Машиностроение, 1968. — С. 397-407. — 708 с. — 2200 экз.
Волосов Д. С. Фотографическая оптика ( Теория, основы проектирования, оптические характеристики). Учебное пособие для киновузов. — М.: Искусство, 1971. — 672 с. — 12 500 экз.
Волосов Д. С. Фотографическая оптика ( Теория, основы проектирования, оптические характеристики). Учебное пособие для киновузов. — Изд. 2-е, испр.. — М.: Искусство, 1978. — 543 с. — 10 000 экз.

## Создание новых оптических схем
Наряду с созданием множества кино-фото объективов, на счету Д. С. Волосова есть и новые зеркально-линзовые схемы объективов,
названные его именем:
- Д. Волосова—Д. Гальперна—Ш. Печатниковой (телеобъективы «Рубинар»)
- Д. Волосова—В. Бабинцева (особосветосильные объективы класса супершмидтов для флюорографии и кинопроекции «Антарес»)

## Награды и премии
- два ордена Трудового Красного Знамени (1971, 1979)
- орден «Знак Почёта» (1943)
- Сталинская премия третьей степени (1946) —— за разработку конструкций и расчёт новых типов аэрофотообъективов, давших значительное повышение эффективности аэрофоторазведки
- Ленинская премия (1966)
- медали.